# Atoll Farquhar
Ne doit pas être confondu avec Groupe Farquhar.
Pour les articles homonymes, voir Farquhar.
L'atoll Farquhar, en anglais Farquhar Atoll, est un atoll des Seychelles appartenant au groupe Farquhar des îles Extérieures.
L'atoll a été reconnu zone importante pour la conservation des oiseaux.

## Géographie

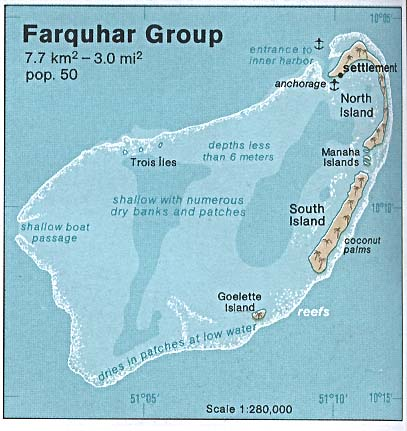
Carte de l'atoll Farquhar.

L'atoll Farquhar se situe dans le Sud-Ouest des Seychelles et des îles Extérieures, à 770 kilomètres au Sud-Ouest de Mahé, l'île principale du pays. Il forme le groupe Farquhar avec l'île Saint-Pierre au nord-nord-ouest, l'atoll Providence et le récif Wizard situés au nord.
De forme grossièrement ovale, l'atoll Farquhar mesure 170,5 km2 de superficie totale, lagon inclus, pour 7,5 km2 de terres émergées. Ces terres sont composées de dix îles dont les deux plus importantes sont l'île du Sud dans l'Est de l'atoll et l'île du Nord dans le Nord-Est de l'atoll. Les autres îles sont : Bancs de Sable (Grande Caye) à l'Ouest, les Trois Îles (Dépose, Milieu et Lapin) au Nord-Ouest de l'atoll, les îles Manaha (Manaha Nord, Manaha Milieu et Manaha Sud) entre l'île du Nord et l'île du Sud, et Goëlettes dans le Sud de l'atoll. Ces îles d'origine corallienne sont constituées de sable et comportent des dunes qui atteignent une dizaine de mètres d'altitude. Les îles sont couvertes d'une végétation tropicale, des cocotiers principalement.
Seule l'île du Nord est habitée par 15 personnes. Outre un mouillage et le village à son extrémité occidentale, l'île comporte une piste d'atterrissage (en) dans sa partie Nord.

## Histoire
L'atoll Farquhar est découvert en 1501 par le navigateur portugais João da Nova, et porta son nom avant d'être rebaptisé en 1824 du nom du gouverneur de l'ile Maurice Sir Robert Farquhar ; mais il était peut-être connu des premiers marins arabes.
Entre 1965 et 1976, l'atoll Fraquhar fait partie du territoire britannique de l'océan Indien.